# Lletraferit
Lletraferit es una revista española de periodicidad trimestral sobre literatura en  valenciano publicada por Llibres de la Drassana y Ediciones Plaza.
La publicación ha conocido dos etapas: en la primera (1996-2008) fue una revista bimestral impulsada por Felip Bens desde la editorial L'Oronella, llegando a los 88 números. La revista desaparece pero en 2012 es retomada por algunos de los miembros de la tertúlia literaria de Bens. A partir de este momento es publicada por Llibres de la Drassana y Ediciones Plaza, pasando la periodicidad a trimestral. En 2018 instauran los premios Lletraferit de literatura.
La revista trata temas de actualidad de la cultura y la literatura valencianas; con críticas de libros, reseñas de actos culturales y artículos de actualidad y revisión. Ha estado dirigida durante años por el joven escritor y filólogo Andreu Tintorer y por Josep Vicent Miralles después.

## Galería
- Discurso de presentación del segundo número, realizado por Josep Vicent Miralles.
- Juli Amadeu habla sobre Nikolai Melnik, aviador ucraniano afincado en Alicante que participó como liquidador en las tareas de extinción del Accidente de Chernóbil.
- Un valenciano nacido en Isla Mayor narra las experiencias de los valencianos que emigraron a Andalucía para cultivar arroz en los años 40 y posteriores.